# Кели (село)
Кели (ингуш. Кели) — средневековый ингушский башенный город-поселение. Расположен в Джейрахском районе Ингушетии. Ныне покинутое село, входит в сельское поселение Гули. Родовое село ингушского тейпа Колой.

## Достопримечательности
Башенный комплекс Кели находится у подножия горы Цей-Лоам. Состоит из 10 башен (1 боевая, 1 полубоевая, 8 жилых), 56 склеповых могильников, 2 святилища.
При прокладке дороги в 1980-е в окрестностях нашли огромное число захоронений XIII—XIV вв.

## Население
| 2010 |
| ---- |
| 0    |